# 姜延虎
姜延虎（1946年5月—），男，汉族，甘肃兰州人，中华人民共和国政治人物，副总警监，曾任中共贵州省委常委、省委政法委书记、贵州省人大常委会副主任，第十届全国人大代表，中共十四大代表。